# Les Gentianes
Les Gentianes est une petite station de ski située au lieu-dit éponyme, près du lieu-dit Les Marais, sur le territoire de la commune française de Morbier, dans le département du Jura et la région Bourgogne-Franche-Comté.

## Domaine skiable
Le petit domaine skiable de ski alpin a été aménagé avec le but principal de permettre l'apprentissage du ski aux débutants. Une piste est éclairée, ce qui permet la pratique du ski nocturne. Les pistes sont dans l'ensemble courtes, et desservies par des téléskis de conception récente.
La station est aussi le point de départ de pistes de ski de fond et de raquette à neige.